# Liste der Baudenkmäler in Neubeuern
Auf dieser Seite sind die Baudenkmäler in dem oberbayerischen Markt Neubeuern zusammengestellt. Diese Tabelle ist eine Teilliste der Liste der Baudenkmäler in Bayern. Grundlage ist die Bayerische Denkmalliste, die auf Basis des Bayerischen Denkmalschutzgesetzes vom 1. Oktober 1973 erstmals erstellt wurde und seither durch das Bayerische Landesamt für Denkmalpflege geführt wird. Die folgenden Angaben ersetzen nicht die rechtsverbindliche Auskunft der Denkmalschutzbehörde.

## Ensembles

### Ensemble Ortskern Neubeuern

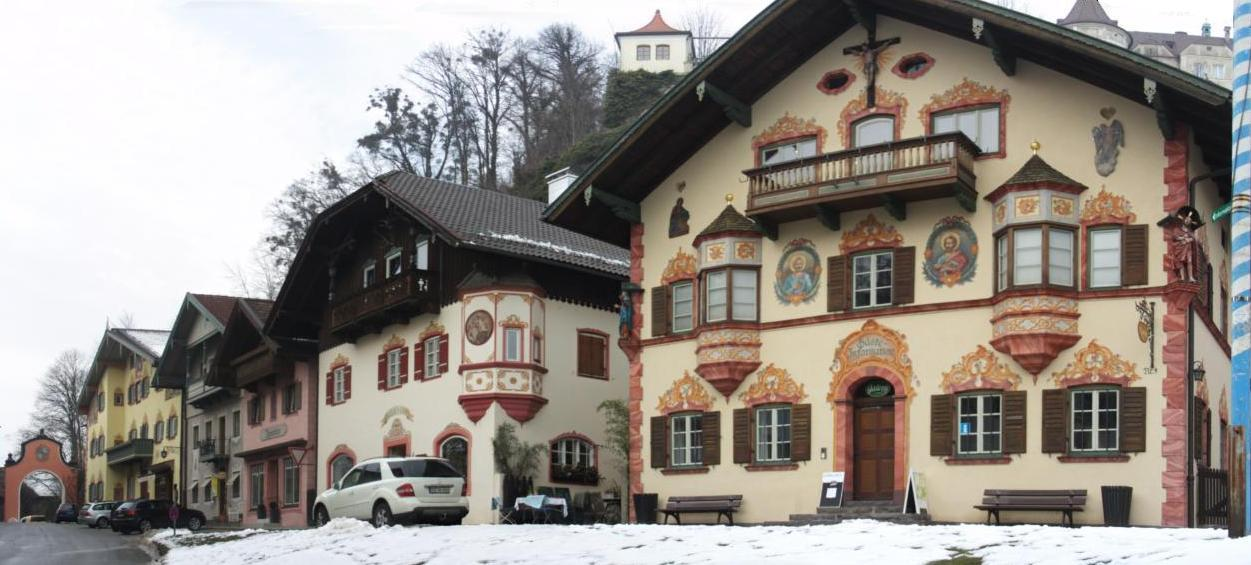

Neubeuern verdankt seine Gründung und Besiedlung der Schifffahrt auf dem Inn und der Lage an alten, den Fluss begleitenden Straßen. Der Ort liegt über dem rechten Innufer, am westlichen Fuß des Samerbergs. Zwei in unmittelbarer Nähe gelegene ältere Siedlungen stehen in engem historischen Zusammenhang mit der Geschichte von Neubeuern. Südöstlich, weiter vom Innufer zurückgesetzt, liegt an einem römischen Straßenzug das 788 genannte Altenbeuern, ein ehemaliger Burgflecken, in dessen Nähe sich die Burgruine Althaus noch erhebt. Nördlich, in der Niederterrasse des Inn, an der alten Innbrücke, liegt Altenmarkt, heute ein Dorf. Beide Siedlungen besaßen offensichtlich keine Entfaltungsmöglichkeiten. Strategische und Standort-Nachteile mögen Anlass für die Neuanlage einer Burg im 12. Jahrhundert auf dem Neubeurer Schlossberg gewesen sein, einem isoliert aus den Inn-Auen aufragenden Bergkegel. Burg und Herrschaft war im Spätmittelalter im Besitz verschiedener Adelsfamilien, 1642 kam sie an die Grafen Preysing, die sie bis 1853 innehatte. Der Neusiedlung, die sich am Südfluss des Schlossberges unter dem Schutz der Burg gebildet hatte, wurden 1334 Marktrechte verliehen. Noch im 14. Jahrhundert wurde der Markt, der lediglich aus einem dreieckigen, nahezu geschlossen bebauten Platz und dem locker bebauten Bereich um die Pfarrkirche besteht, befestigt. Der Marktverkehr konnte sich somit – anders als zuvor in Altenmarkt – hinter schützenden Mauern vollziehen. Von den Wehranlagen, die im 16. Jahrhundert erneuert worden sind, haben sich im Süden und Südwesten restliche Mauerzüge und im Osten das Untere Tor erhalten, während das Obere Tor die moderne Wiederholung einer barocken Anlage ist. Wesentlichen Schutz bot darüber hinaus die über den bürgerlichen Anwesen auf dem Schlossberg aufragende Burg, deren romanischer Bergfried das Ortsbild beherrscht. Die drei Seiten des Platzes liegen unterschiedlich hoch und sind giebelständig meist mit Gast- und Handwerkerhäusern, darunter der alten Schmiede, und ehemalige Bauten der adligen Herrschaft bebaut, unter denen sich das Gerichtschreiberhaus Nr. 15 besonders auszeichnet. Putzbauten des 17. bis 19. Jahrhundert mit vorstehenden Flachsatteldächern herrschen vor, das ehemalige Bräuhaus, der Pfarrhof und Nr. 9 sind dagegen Bauten mit Halbwalmdächern, die dem Platzbild lebendige Akzente verleihen. In der Nordoststrecke des Platzes ist darüber hinaus eine kleine Gruppe von Wohnhäusern in Inn-Salzach-Bauweise erhalten geblieben. Die Pfarrkirche, im Äußeren barock, im Kern mittelalterlich, liegt an der tiefsten Stelle des Marktes, dessen Platzraum sie beherrscht und im Süden abschließt. Zwischen den Wohnbauten, die sich südlich der Kirche und abgewendet vom Markt in unregelmäßiger Gruppierung anfügen, haben sich malerische Winkel erhalten; die modernen Dachausbauten bei Nr. 23 haben allerdings störende Wirkung. Neue Gestaltungen erfuhr das Platzbild nach Ortsbränden in den Jahren 1883 und 1893. Gabriel v. Seidl, der zwischen 1895 und 1908 die zum Teil mittelalterliche, zum Teil im 16./18. Jahrhundert ausgebaute Burg für den Freiherrn v. Wendelstadt zu einem repräsentativen Schloss im Stil des Historismus umgestaltete, nahm auch Einfluss auf den Wiederaufbau des Marktes im Sinne eines barockisierenden alpenländischen Heimatstils. Die phantasievollen Erker und Balkonausbauten, Fassadenmalereien und andere Dekorationen sind ähnlich wie in Tölz – wo Gabriel v. Seidl gleichzeitig wirkte – erhalten geblieben. Mit dem Brunnen, der Hofwirtsterrasse und den Kastanienpflanzungen wurde das Platzbild bereichert. Ebenso wie Seidl auf dem Schlossberg seine großartigen Neugestaltungen aus dem alten Baubestand der Burg weiterentwickelte, respektierte er auch am Marktplatz die historischen Strukturen, steigerte sie aber in ihrer malerischen Wirkung.
Aktennummer: E-1-87-154-1

## Baudenkmäler nach Ortsteilen

### Neubeuern
| Lage                                                         | Objekt                                             | Beschreibung | Akten-Nr.               | Bild           |
| ------------------------------------------------------------ | -------------------------------------------------- | --- | ----------------------- | -------------- |
| Am Gasteig 6 (Standort)                                      | Ehem. Amts- und Gerichtsdienerhaus                 | zweigeschossig mit vorkragendem Flachsatteldach, Putzgliederung, holzverschaltem Giebel und giebelseitiger Laube, Erdgeschoss mit Gewölben, um 1770, im Kern wohl älter, baulich verändert, um 1882; schmiedeeiserne Einfriedung, gleichzeitig; Stallstadel, Satteldachbau mit gemauertem Erdgeschoss, Obergeschoss holzverschalter Ständerbau, um 1900, im Kern älter; Backhaus, kleiner Satteldachbau, um 1830 | D-1-87-154-84           | weitere Bilder |
| Kapellenfeld (Standort)                                      | Kapelle                                            | moderne Kopie der Kapelle, Steildachbau mit barocker Heiligenfigur; mit historischer Ausstattung. | D-1-87-154-34           | weitere Bilder |
| Marktplatz (Standort)                                        | Marktbrunnen                                       | oktogonales Wasserbecken aus Marmor mit Inschriftentafeln und zentraler Stele mit Heiligenfigur, wohl 1909. | D-1-87-154-3            | weitere Bilder |
| Marktplatz 1 (Standort)                                      | Wohnhaus                                           | zweigeschossiger Flachsatteldachbau mit teils vorspringender Fassade, Laube und erneuerten Wandmalereien, Firstpfette bezeichnet 1789. | D-1-87-154-5            | weitere Bilder |
| Marktplatz 2 (Standort)                                      | Wohnhaus                                           | zweigeschossiger Flachsatteldachbau mit schmaler Laube, Hochlaube mit Stützen, verbrettertem Giebelfeld und Wandmalereien, Ende 19. Jahrhundert, Anbau, zweigeschossiger Satteldachbau mit Hochlaube und Nische mit Heiligenfigur, Mitte 19. Jahrhundert | D-1-87-154-6            | weitere Bilder |
| Marktplatz 3 (Standort)                                      | Wohnhaus                                           | zweigeschossiger Putzbau mit vorstehendem Schopfwalmdach, zweigeschossigem Eckerker, Hochlaube, verbrettertem Giebelfeld und erneuerten Wandmalereien, Ende 19. Jahrhundert | D-1-87-154-7            | weitere Bilder |
| Marktplatz 4 (Standort)                                      | Wohnhaus                                           | zweieinhalbgeschossiger Putzbau mit vorstehendem Satteldach, zwei Flacherkern, Hochlaube, Kruzifix im Giebelfeld, Heiligenfiguren an den Ecken und Wandmalereien, Firstpfette bezeichnet 1895. | D-1-87-154-8            | weitere Bilder |
| Marktplatz 6 (Standort)                                      | Ehemalige Schmiede                                 | dreigeschossiger schmaler Flachsatteldachbau mit Heiligenfigut an der Ecke, wohl 17./18. Jahrhundert; im Erdgeschoss Schmiedewerkstatt. | D-1-87-154-10           | weitere Bilder |
| Marktplatz 7 (Standort)                                      | Wohnhaus                                           | viergeschossiger schmaler Flachsatteldachbau in Inn-Salzach-Bauweise mit Vorschussmauer und Putzdekor, wohl 17./18. Jahrhundert | D-1-87-154-12           | weitere Bilder |
| Marktplatz 9 (Standort)                                      | Wohnhaus                                           | zweigeschossiger Putzbau mit Schopfwalmdach und Fronten nach Westen und Osten, Sterntür, rückwärtig Laube und Hochlaube mit Stützen und Zierschnitzerei sowie erneuerten Wandmalereien, 2. Hälfte 18. Jahrhundert, erdgeschossiger Anbau mit Schleppdach und rückwärtiger erneuerten Wandmalereien, 19. Jahrhundert | D-1-87-154-13           | weitere Bilder |
| Marktplatz 10; Nähe Samerstraße (Standort)                   | Pfarrhof                                           | ehemals Schiffmeisterhaus; stattlicher Bau mit Schopfwalmdach, 18. Jahrhundert; Pfarrgartenmauer, 18./19. Jahrhundert | D-1-87-154-14           | weitere Bilder |
| Marktplatz; Nähe Samerstraße (Standort)                      | Pfarrstadel                                        | Bruchsteinbau mit Zeltdach, wohl 1. Hälfte 19. Jahrhundert | D-1-87-154-14 zugehörig | weitere Bilder |
| Marktplatz 10 (Standort)                                     | Unteres Tor                                        | Torhaus mit Schopfwalmdach, 18. Jahrhundert | D-1-87-154-4            | weitere Bilder |
| Marktplatz 11; Marktplatz 12 (Standort)                      | Handwerkerhaus                                     | zweigeschossiger Flachsatteldachbau mit Bemalung 1. Hälfte 19. Jahrhundert | D-1-87-154-15           | weitere Bilder |
| Marktplatz 13 (Standort)                                     | Ehemalige Schule                                   | zweigeschossiger Flachsatteldachbau mit Rundbogenöffnung und Bemalung, im Kern älter, an der Fassade bezeichnet 1523, 1826 Umbau. | D-1-87-154-16           | weitere Bilder |
| Marktplatz 14 (Standort)                                     | Kath. Pfarrkirche Mariä Empfängnis                 | Saalbau mit einseitigem Schopfwalmdach und Südturm aus verschlämmtem Bruchsteinmauerwerk mit Treppengiebeln und Satteldach, Chor im Untergeschoss 13. Jahrhundert und im Obergeschoss 15. Jahrhundert, 1636–37 Anbau des Langhauses, 1672 Umbau durch Jörg Zwerger, 1722 Umgestaltung durch Johann Taurer und Franz Zifferer, 1775–76 Chorneubau durch Vitus Antretter, 1799 Erneuerung der Empore, 1923 Wiederherstellung des Rokokocharakters; mit Ausstattung. | D-1-87-154-2            | weitere Bilder |
| Marktplatz 15 (Standort)                                     | Ehemaliges Gerichtsschreiberhaus                   | zweigeschossiger Flachsatteldachbau mit verbretterter Hochlaube, erneuerten Wandmalereien und zweigeschossigem Anbau mit Satteldach, im Kern um 1600, 18. Jahrhundert Umbau, 19. Jahrhundert Anbau. | D-1-87-154-18           | weitere Bilder |
| Marktplatz 17 (Standort)                                     | Wohnhaus                                           | zweigeschossiger Putzbau mit weit vorstehendem Flachsatteldach, Laube und zweigeschossigem Eckerker, 18. Jahrhundert | D-1-87-154-20           | weitere Bilder |
| Marktplatz 21 (Standort)                                     | Wohnhaus                                           | zweigeschossiger Flachsatteldachbau mit Erkern, Segmentbogenfenstern, rückwärtiger Laube mit Stützen und erneuerten Wandmalereien, im Kern wohl 16. Jahrhundert, 19. Jahrhundert Umbau; Reste der Marktbefestigung, 14. und 16. Jahrhundert | D-1-87-154-22           | weitere Bilder |
| Marktplatz 24 a; Marktplatz 24 b; Marktplatz 24 c (Standort) | Wohnhaus                                           | dreigeschossiger Flachsatteldachbau mit Pilastergliederungen und Resten von Wandmalereien, im Kern um 1600, Pilastergliederungen 18. Jahrhundert; Reste der Marktbefestigung mit ehemaligem Befestigungsturm mit Zeltdach, 14. und 16. Jahrhundert | D-1-87-154-25           | weitere Bilder |
| Marktplatz 25 (Standort)                                     | Wohnhaus                                           | dreigeschossiger Flachsatteldachbau mit Putzdekor und erneuerter Wandmalerei, 18. Jahrhundert | D-1-87-154-26           | weitere Bilder |
| Marktplatz 30 a (Standort)                                   | Gasthaus                                           | sogenannter Glaserwirt, dreigeschossiger Flachsatteldachbau mit Putzgliederungen, Ende 19. Jahrhundert, im Kern älter. | D-1-87-154-28           | weitere Bilder |
| Marktplatz 31; Rote Wand 1 (Standort)                        | Wohnhaus                                           | zweigeschossiger Flachsatteldachbau mit Flacherker und erneuerten Wandmalereien, 18. Jahrhundert | D-1-87-154-29           | weitere Bilder |
| Marktplatz 32; Marktplatz 32 a (Standort)                    | Ehemaliges Bräuhaus                                | zweigeschossiger Putzbau mit Schopfwalmdach, Segmentbogenfenstern und Rundöffnung, nach 1810. | D-1-87-154-30           | weitere Bilder |
| Nähe Marktplatz (Standort)                                   | Reste der Marktbefestigung aus Bruchsteinmauerwerk | 14. und 16. Jahrhundert; jeweils auf den Rückseiten der Anwesen Marktplatz 22, 23, 24, 25, 26 und 27a. | D-1-87-154-23           | weitere Bilder |
| Samerstraße 8 (Standort)                                     | Wohnhaus                                           | zweigeschossiger Satteldachbau mit Rundbogenöffnung, Putzgliederungen und -dekor, 1853. | D-1-87-154-31           | weitere Bilder |
| Schloßstraße 18 (Standort)                                   | Wegkapelle                                         | sogenannte Philomenakapelle, kleiner Putzbau mit Kuppeldach, 1865. | D-1-87-154-32           | weitere Bilder |
| Schloßstraße 20; Nähe Schloßstraße (Standort)                | Schloss Neubeuern                                  | seit 1925 Internatsschule, ehem. mittelalterliche Ringburg, Wiederaufbau und Umgestaltung zur repräsentativen Schlossanlage unter Johann Maximilian IV. von Preysing-Hohenaschau nach Plänen von Ignaz Anton Gunetzrhainer, ab 1751, Wiederaufbau des Osttraktes nach Brand 1895, Neubau des Hauptbaus durch Gabriel von Seidl, malerischer zweigeschossiger Gruppenbau mit Halbwalmdach, Türmen, Risaliten, Erkern, Loggien und Zwerchhäusern, im Heimatstil, 1904-1908; mit Ausstattung; Schlosskapelle St. Augustinus, mit dem Schloss verbundener Saalbau mit Satteldach und eingezogenem Chor, Dachreiter und Putzgliederungen, im Kern 2. Viertel 13. Jh., Umgestaltung um 1600, barocker Ausbau nach Plänen von Ignaz Anton und Johann Baptist Gunetzrhainer durch Philipp Millauer, Tympanon bez. 1751; mit Ausstattung; Bergfried, romanischer Turm über quadratischem Grundriss aus Bruchsteinmauerwerk mit Zinnenkranz, 12. Jh.; Südterrasse mit Balustrade, Brunnenanlage und Eckpavillon, Zeltdachbau mit Putzgliederungen, um 1900; Jünglingsfigur aus Bronze, von Bernhard Bleeker, 1937; zugehörige Turnhalle, zweigeschossiger Bau mit flachem Walmdach, teils in den Fels hineingebaut, im sachlichen Heimatstil, 1930; ehem. Eiskeller, vierteilige tonnengewölbte Anlage, 1849-1851, Umnutzung zum Luftschutzkeller, um 1940. | D-1-87-154-33           | weitere Bilder |

### Altenbeuern
| Lage                                | Objekt                                | Beschreibung | Akten-Nr.     | Bild           |
| ----------------------------------- | ------------------------------------- | --- | ------------- | -------------- |
| Am Bürgl 11; Am Bürgl 15 (Standort) | Kath. Filialkirche Hl. Dreifaltigkeit | Saalbau mit Steildach und Südturm mit Spitzhelm über Giebeln, barocker Bau mit neugotischem Inneren nach Entwurf von Johann Marggraf, 1494, 1650–55 Umbau, 1841 Turmoberbau und Sakristei, 1889 im Inneren neugotisch überformt; Friedhof mit zahlreichen Grabdenkmälern der Ende des 19. und Beginn des 20. Jahrhunderts, u. a. Grabmal der Schiffsmeisterfamilie Niedermayr, 2. Hälfte 19. Jahrhundert und teilweise an der westlichen und nördlichen Außenwand Kirche angebracht; Friedhofsmauer; Gruftkapelle der Familie von Wendelstadt, erdgeschossiger Bau mit Haubendach und Dachreiter mit Kuppeldach sowie schmiedeeisernem Gitter, Art déco, 1909; Ölbergkapelle, kleiner Bau mit vorkragendem Zeltdach auf zwei Stützen und Nische mit schmiedeeisernem Gitter, 1886; mit Ausstattung. | D-1-87-154-35 | weitere Bilder |
| Eichendorffstraße 3 (Standort)      | Bauernhaus                            | Einfirsthof, zweieinhalbgeschossiger Satteldachbau mit Laube, Hochlaube, Sterntüren, Nische mit Heiligenfigur und Wandmalereien, 1923. | D-1-87-154-38 | weitere Bilder |
| Eichendorffstraße 10 (Standort)     | Villa                                 | sogenanntes Haus Eichendorff, zweigeschossiger Bau mit hohem Halbwalmdach, ein- und zweigeschossigen Bodenerkern sowie giebelseitigem Madonnenmedaillon, barockisierender Heimatstil, um 1910. | D-1-87-154-39 | weitere Bilder |
| Samerstraße 48 (Standort)           | Bauernhaus                            | Einfirsthof, zweieinhalbgeschossiger Flachsatteldachbau aus Mischmauerwerk mit Hochlaube, traufseitiger Laube mit Treppe und biedermeierlicher Haustür, Firstpfette bezeichnet 1836. | D-1-87-154-40 | weitere Bilder |
| Samerstraße 50 (Standort)           | Wohnhaus                              | zweieinhalbgeschossiger Flachsatteldachbau mit Hochlaube, Rundöffnungen und Wandmalereien, 1823. | D-1-87-154-41 | weitere Bilder |

### Altenmarkt am Inn
| Lage                             | Objekt                                                                                         | Beschreibung | Akten-Nr.     | Bild                                                                                           |
| -------------------------------- | ---------------------------------------------------------------------------------------------- | --- | ------------- | ---------------------------------------------------------------------------------------------- |
| Auerstraße 6 (Standort)          | Ehemaliges Bauernhaus                                                                          | Einfirsthof, zweigeschossiger Flachsatteldachbau mit verbretterter Hochlaube, 2. Hälfte 18. Jahrhundert                                                                               | D-1-87-154-42 | BW                                                                                             |
| Auerstraße 8 (Standort)          | Ehemaliges Bauernhaus                                                                          | Einfirsthof, zweigeschossiger Flachsatteldachbau mit verbretterter Hochlaube, bezeichnet 1749.                                                                                        | D-1-87-154-43 | weitere Bilder                                                                                 |
| Auerstraße 10 (Standort)         | Ehemaliges Bauernhaus                                                                          | Einfirsthof, zweigeschossiger Flachsatteldachbau mit Hochlaube mit Balustern, bezeichnet 1749.                                                                                        | D-1-87-154-44 | weitere Bilder                                                                                 |
| Rosenheimer Straße 1 (Standort)  | Pallauf-Villa                                                                                  | Landhaus, sogenannte Pallauf-Villa, zweigeschossiger Satteldachbau mit Kniestock, Bänderung, polygonalem Eckerker, gartenseitiger Loggia, Balkonen und Giebel mit Zierfachwerk, 1902. | D-1-87-154-79 | weitere Bilder                                                                                 |
| Rosenheimer Straße 8 (Standort)  | Auers Gasthaus                                                                                 | sogenannt Auers Gasthaus, langgestreckter zweigeschossiger Satteldachbau mit Hochlaube und neuklassizistischen Putzgliederungen, 1890.                                                | D-1-87-154-45 | weitere Bilder                                                                                 |
| Rosenheimer Straße 15 (Standort) | Ehemaliges Bauernhaus                                                                          | Einfirsthof, zweigeschossiger Flachsatteldachbau mit kleiner Laube und verbretterter Hochlaube, nach rückwärts verschaltes Vordach, 18. Jahrhundert                                   | D-1-87-154-46 | Ehemaliges Bauernhaus                                                                          |
| Rosenheimer Straße 23 (Standort) | Ehemaliges Bauernhaus                                                                          | Einfirsthof, zweigeschossiger Flachsatteldachbau mit Hochlaube, 1804. | D-1-87-154-47 | weitere Bilder                                                                                 |
| Roßwöhrstraße (Standort)         | Gedenkstein zur Erinnerung an den Innübergang der französischen Rheinarmee am 8. Dezember 1800 | Ehemalige Martersäule aus Tuffstein, 17. Jahrhundert, nach 1800 Umnutzung zu Gedenkstein.                                                                                             | D-1-87-154-48 | Gedenkstein zur Erinnerung an den Innübergang der französischen Rheinarmee am 8. Dezember 1800 |
| Sailerbachstraße 50 (Standort)   | Ehemals Schiffsmeisteranwesen                                                                  | zweigeschossiger Flachsatteldachbau mit Kniestock, Hochlaube, giebelseitiger Laube und Sterntür, Firstpfette bezeichnet 1786.                                                         | D-1-87-154-49 | weitere Bilder                                                                                 |
| Schopperstraße 3 (Standort)      | Ehem Bauernhaus                                                                                | Einfirsthof, dreigeschossiger Flachsatteldachbau mit Laube, breiter Hochlaube, Seilwinde und Sterntür, 1713 und Firstpfette bezeichnet 1786.                                          | D-1-87-154-51 | weitere Bilder                                                                                 |

### Althaus
| Lage                      | Objekt                             | Beschreibung | Akten-Nr.     | Bild                               |
| ------------------------- | ---------------------------------- | --- | ------------- | ---------------------------------- |
| Nähe Althaus 1 (Standort) | Burgruine Altenbeuern oder Althaus | aufgehendes Mauerwerk der ehem. Höhenburg, um 1130 erbaut, 1607 durch Blitzschlag weitgehend zerstört | D-1-87-154-36 | Burgruine Altenbeuern oder Althaus |
| Althaus 1 (Standort)      | Einöde Althaus                     | ehem. Sitz des Pflegers und Wirtschaftshof der nördlich gelegenen Burg Altenbeuern, Einfirstanlage, zweigeschossiger Flachsatteldachbau mit segmentbogigen Fensterleibungen und Architekturmalerei in Sgraffito-Technik, wohl 1. Hälfte 16. Jh., Umbauten und holzverschalter Wirtschaftsteil, um 1900 | D-1-87-154-85 | weitere Bilder                     |

### Fröschenthal
| Lage                        | Objekt              | Beschreibung | Akten-Nr.     | Bild           |
| --------------------------- | ------------------- | --- | ------------- | -------------- |
| Rauwöhrstraße 18 (Standort) | Ehemaliges Landhaus | zweigeschossiger Flachsatteldachbau mit Kniestock, zweigeschossigem Eckerker, Zierfachwerk, Hochlaube und Wandmalereien, um 1900. zu einer Pflegeeinrichtung umgebaut (2025). | D-1-87-154-52 | weitere Bilder |

### Hinterhör
| Lage                   | Objekt                                                  | Beschreibung | Akten-Nr.     | Bild           |
| ---------------------- | ------------------------------------------------------- | --- | ------------- | -------------- |
| Hinterhör 1 (Standort) | Gutshaus in der Art eines oberbayerischen Einfirsthofes | zweieinhalbgeschossiger Flachsatteldachbau mit Rundbogenöffnungen, polygonalem Erker, traufseitiger Galerie mit schmiedeeisernem Geländer auf Säulen, Balkonvorbau mit Dreiecksgiebel und Satteldach auf Säulen und Vorbauten mit Walmdächern auf Säulen, 18. Jahrhundert, 1849 erneuert, um 1900 Ausbauten; ehemals Schiffsmeisterhaus, sogenanntes Waschhaus, zweigeschossiger Flachsatteldachbau mit Laube und verbretterter Hochlaube, im Kern älter, 18. Jahrhundert, Mitte 19. Jahrhundert Umnutzung zum Waschhaus und Umbau. | D-1-87-154-53 | weitere Bilder |
| Hinterhör 3 (Standort) | Ehemaliges Gutshaus                                     | sogenanntes Schweinepalais, dreigeschossiger Putzbau mit flachem Walmdach, Rundöffnungen und klassizistischen Putzgliederungen, im Kern 18. Jahrhundert, 1847 Umbau. | D-1-87-154-55 | weitere Bilder |

### Holzham
| Lage                  | Objekt            | Beschreibung | Akten-Nr.     | Bild              |
| --------------------- | ----------------- | --- | ------------- | ----------------- |
| Holzham 10 (Standort) | Ehemaliges Zuhaus | zweigeschossiger Bruchsteinbau mit Flachsatteldach, Laube und verbretterter Hochlaube, im Kern 17. Jahrhundert, Ende 18. Jahrhundert Umbau. | D-1-87-154-57 | Ehemaliges Zuhaus |
| Holzham 17 (Standort) | Hofkapelle        | Satteldachbau mit Dachreiter mit Spitzhelm und ovalen Fenstern, 1857, 1936 Erweiterung nach Südwesten; mit Ausstattung.                     | D-1-87-154-66 | BW                |

### Neuwöhr
| Lage                             | Objekt                | Beschreibung | Akten-Nr.     | Bild           |
| -------------------------------- | --------------------- | --- | ------------- | -------------- |
| Nähe Thansauer Straße (Standort) | Kapelle               | Satteldachbau mit östlichem Dachreiter mit Spitzhelm, 18. Jahrhundert, 1832 erneuert; mit Ausstattung.                          | D-1-87-154-58 | weitere Bilder |
| Thansauer Straße 11 (Standort)   | Ehemaliges Bauernhaus | Einfirsthof, zweigeschossiger Flachsatteldachbau mit traufseitiger Laube und verbretterter Hochlaube, 2. Hälfte 18. Jahrhundert | D-1-87-154-59 | weitere Bilder |

### Nockl
| Lage               | Objekt                  | Beschreibung                                                                                                  | Akten-Nr.     | Bild |
| ------------------ | ----------------------- | --- | ------------- | ---- |
| Nockl 1 (Standort) | Bauernhaus in Einödlage | Einfirsthof, Blockbau, First bezeichnet 1821; im Stadel eingebauter Getreidekasten, Blockbau, 17. Jahrhundert | D-1-87-154-60 | BW   |

### Saxenkam
| Lage                   | Objekt         | Beschreibung | Akten-Nr.     | Bild           |
| ---------------------- | -------------- | --- | ------------- | -------------- |
| In Saxenkam (Standort) | Lourdeskapelle | Satteldachbau mit Putzgliederungen, historistisch, 2. Hälfte 19. Jahrhundert; mit Ausstattung.                                           | D-1-87-154-61 | weitere Bilder |
| Saxenkam 7 (Standort)  | Bauernhaus     | Einfirsthof, zweieinhalbgeschossiger Flachsatteldachbau aus unverputztem Bruchsteinmauerwerk mit Hochlaube, Firstpfette bezeichnet 1851. | D-1-87-154-62 | weitere Bilder |

### Schlecht
| Lage                  | Objekt                  | Beschreibung | Akten-Nr.     | Bild |
| --------------------- | ----------------------- | --- | ------------- | ---- |
| Schlecht 1 (Standort) | Bauernhaus in Einödlage | Einfirsthof, zweigeschossiger Flachsatteldachbau mit umlaufender Laube, Hochlaube und Giebelbundwerk, 2. Hälfte 18. Jahrhundert; Zuhaus, zweigeschossiger Flachsatteldachbau aus teils unverputztem Bruchsteinmauerwerk, 1. Viertel 19. Jahrhundert | D-1-87-154-63 | BW   |

### Vordersteinberg
| Lage                         | Objekt                 | Beschreibung | Akten-Nr.     | Bild |
| ---------------------------- | ---------------------- | --- | ------------- | ---- |
| Vordersteinberg 1 (Standort) | Einöde Vordersteinberg | Bauernhaus, Einfirstanlage, zweigeschossiger Flachsatteldachbau mit Giebel- und Hochlaube, Obergeschoss verputzter Blockbau, im Kern 18. Jh., Umbau an Tür bez. 1908, Firstpfette bez. 1911; Hofkapelle, verputzter Satteldachbau, Mitte 19. Jh.; mit Ausstattung; Zuhaus, zweigeschossiger Flachsatteldachbau aus verputztem Bruchsteinmauerwerk mit Außentreppe, 18. Jh., Umbau an Firstpfette bez. 1831. | D-1-87-154-64 | BW   |

### Winkl
| Lage                | Objekt  | Beschreibung | Akten-Nr.     | Bild           |
| ------------------- | ------- | --- | ------------- | -------------- |
| Winkl 19 (Standort) | Kapelle | Satteldachbau mit östlichem Dachreiter mit Spitzhelm über Giebeln und Putzgliederungen, historistisch, 1885; mit Ausstattung. | D-1-87-154-65 | weitere Bilder |

## Ehemalige Baudenkmäler
In diesem Abschnitt sind Objekte aufgeführt, die früher einmal in der Denkmalliste eingetragen waren, jetzt aber nicht mehr. Objekte, die in anderem Zusammenhang also z. B. als Teil eines Baudenkmals weiter eingetragen sind, sollen hier nicht aufgeführt werden. Aktennummern in diesem Abschnitt sind ehemalige, jetzt nicht mehr gültige Aktennummern.

| Lage                                | Objekt                 | Beschreibung | Akten-Nr.     | Bild                   |
| ----------------------------------- | ---------------------- | --- | ------------- | ---------------------- |
| Altenbeuern Dorfstraße 5 (Standort) | Ehemaliges Bauernhaus  | Einfirsthof, zweigeschossiger Flachsatteldachbau mit bemalter Hochlaube und traufseitiger Laube, Firstpfette bezeichnet 1812.        | D-1-87-154-37 | BW                     |
| Nähe Hinterhör (Standort)           | Ehemals Mühlsteinbruch | ca. 10 m breite Höhle, in die Felswand eingearbeitet, mit Kreisspuren abgemeißelter Mühlsteine, vom 16. bis 19. Jahrhundert genutzt. | D-1-87-154-56 | Ehemals Mühlsteinbruch |